# Jeu chinois
Il existe une grande variété de jeux chinois dont beaucoup sont devenus populaires dans le monde entier. Le jeu occupe une grande place dans la culture chinoise ancienne, à laquelle s'ajoutent les habitudes de la société de loisirs qui s'acclimate progressivement pour un certain nombre.

## Le jeu dans la culture chinoise
La cosmologie chinoise conçoit la naissance de l'univers comme la division du souffle vital originel, le qi, en deux entités yin et yang donnant naissance à leur tour aux dix mille êtres qui composent le monde de leurs visages changeant. Les jeux de plateau chinois, offrant une transposition miniature de ce déploiement de forces sont aussi intrinsèquement liés à la pensée stratégique chinoise.
Il existe un jeu d'échecs chinois, le xiangqi, très populaire. Mais c'est le jeu de weiqi (généralement connu en Occident sous le nom japonais de go) qui est considéré comme le plus élitiste, en raison de son extrême difficulté malgré des règles simples. Le jeu de majiang ou mah jong, pratiqué dans le monde entier et typique de la culture shanghaienne, est un jeu de loisir à la portée moins intellectuelle.
Il existait sous les Tang des dizaines d'autres jeux. Les plus populaires étaient le chanqxing (« longue marche ») et le shuang (« double-six »), deux jeux basés sur un damier, des pions, deux dés et apparentés au trictrac. Des divertissements plus sportifs comme le polo ainsi que le combat de coq étaient également très prisés sous les Tang et témoignent alors du rapide développement d'une société des loisirs en partie libérée des souçis matériels.
Interdit officiellement depuis l'arrivée du régime communiste, les jeux d'argent prolifèrent en Chine, tolérés à Macao depuis sa rétrocession en 1999, et à l'origine d'une croissance à deux chiffres. On aperçoit des dizaines de Chinois qui jouent dans les rues le dimanche et en fin de journée, préférant le xiangqi pour leur grande majorité.
Un phénomène nouveau et saisissant est la prolifération des jeux en ligne dans les cyber-cafés chinois, où des dizaines de participants passent des heures, voire des jours. Les jeux d'aventures médiéval-fantastique sont privilégiés, à égalité avec les jeux de tir à la première personne du type Counter-Strike.